# Latitanza
La latitanza, così l'art. 296 del Codice di procedura penale (cpp) italiano, è la situazione in cui viene a trovarsi colui, detto latitante, che "volontariamente si sottrae alla custodia cautelare, agli arresti domiciliari, al divieto di espatrio, all'obbligo di dimora o ad un ordine con cui si dispone la carcerazione".

## Generalità
L'espressione latitante indica la persona irreperibile, avendo come punto di osservazione non chi procede alla ricerca ma chi è soggetto alla ricerca stessa.
Così latitante ed irreperibile sono considerati termini equivalenti, che differiscono solo per l'angolo di osservazione.
La simmetria latitante-irreperibile si riflette nel campo operativo delle forze di polizia, in cui viene impropriamente denominato latitante qualsiasi catturando non rintracciato.
Giuridicamente, però, i due concetti non coincidono. Se è vero che il latitante può essere un catturando, non è vero che un qualsiasi catturando non rintracciato sia necessariamente latitante; così come non è vero che il catturando possa necessariamente essere latitante. 
A tal proposito occorre chiarire il concetto di catturando da quello di latitante, prendendo come modello di riferimento quello dell'ordinamento giuridico italiano.

## Il catturando
L'azione attraverso la quale la forza pubblica, rintracciata una persona, la blocca esercitando su di essa un vincolante potere d'imperio, è definita genericamente con il termine di cattura.
Tale termine, che prescinde dal titolo sotteso all'esercizio del potere coercitivo, qualifica come catturando qualsiasi soggetto si debba ricercare e bloccare per metterlo a disposizione dell'Autorità giudiziaria.
Ne deriva che il termine catturando indica genericamente:
- che debba essere ristretto in esecuzione di un ordine di carcerazione per espiazione di pena ex art. 656 cpp;
- chi debba essere ristretto in esecuzione di un'ordinanza che dispone la custodia cautelare in carcere (art. 285 cpp) ovvero agli arresti domiciliari (art. 284 cpp), o ancora la custodia cautelare in luogo di cura (art. 286 cpp);
- chi debba essere ristretto in esecuzione dell'ordine di fermo dato dal pubblico ministero (art. 384 cpp);
- l'evaso (art. 385 cpp).

## Nel vecchio codice di procedura penale
Nel vecchio codice di rito il catturando che volontariamente si sottraeva all'esecuzione del titolo (mandato o ordine di cattura) era considerato latitante non appena la polizia giudiziaria avesse compilato il verbale di vane ricerche.
Non era infatti previsto alcun atto formale di declaratoria del particolare status.

## Il latitante oggi
Il nuovo codice di rito, in vigore dal 1989, invece disciplina l'istituto della latitanza nell'ambito delle misure cautelari personali e precisamente negli artt. 295 e 296.
Il sistema prevede che l'esecuzione dell'ordinanza che dispone la custodia cautelare avvenga a mezzo di ufficiali o agenti della polizia giudiziaria i quali devono consegnare all'interessato copia del provvedimento, avvertendolo della facoltà di nominare un difensore di fiducia.
Di tutte le operazioni svolte gli organi procedenti devono redigere un verbale da trasmettere immediatamente al giudice che ha emesso il provvedimento ed al pubblico ministero.
Se invece si tratta di ordinanze che dispongono misure diverse dalla custodia cautelare, esse vanno notificate all'interessato nei modi ordinari: dall'ufficiale giudiziario o da chi ne esercita le funzioni, salvo che il giudice ravvisi la necessità che provveda la polizia giudiziaria.  Nel caso in cui non venga rintracciata la persona nei cui confronti è disposta la misura, l'art. 295 1º comma prevede che "l'ufficiale o agente" rediga in verbale di vane ricerche indicando specificatamente le indagini svolte per rintracciare l'interessato. Tale verbale deve essere trasmesso senza ritardo al giudice che ha emesso l'ordinanza. Da ciò si evince che le ricerche idonee alla declaratoria di latitanza devono essere svolte necessariamente dalla polizia giudiziaria.
Nei casi in cui la notifica di una misura diversa dalla custodia cautelare venga vanamente tentata dall'ufficiale giudiziario, il giudice dovrà necessariamente affidare l'incarico alla polizia giudiziaria.

## La declaratoria dello stato di latitante
La dichiarazione è possibile se ricorrono due circostanze:
- il provvedimento restato ineseguito deve riguardare una delle seguenti misure: la custodia cautelare, gli arresti domiciliari, il divieto di espatrio, l'obbligo di dimora e la carcerazione;
- il giudice deve ritenere esaurienti le ricerche espletate dalla polizia giudiziaria.

Va rilevato però che è esclusa la possibilità di dichiarare latitante chi si sottrae all'obbligo di presentazione alla polizia giudiziaria (art. 282 cpp), ovvero al divieto di dimora o di accesso in un determinato luogo (art. 283/I cpp).
La declaratoria non è ovviamente un provvedimento sanzionatorio della latitanza, bensì uno strumento processuale per evitare che il procedimento soffra interruzioni dettate dalla impossibilità di procedere alle notifiche obbligatorie a pena di nullità.
L'art. 296/III cpp prevede esplicitamente che gli effetti della declaratoria operano esclusivamente nel procedimento per il quale è stata pronunciata. Pertanto, ove insorga un'esigenza cautelare per altro diverso procedimento inerente alla stessa persona, sarà necessaria una nuova dichiarazione di latitanza, previo -ovviamente- nuove ricerche.

## Status di evaso
L'evaso è equiparato al latitante (art. 296/V cpp). Ma mentre per il latitante occorre un provvedimento dichiaratorio dello specifico status, per l'evaso non serve.
L'evaso è, comunque, tale solo a seguito di sentenza di condanna irrevocabile.
Ne consegue che la posizione di evaso riflette i propri effetti su tutti i procedimenti che riguardano quella persona. Ha quindi valenza pluriprocessuale, cioè vale per tutti i processi in cui l'interessato è coinvolto.

## Latitanza e Misure di sicurezza
Fino al 1989 l'orientamento giurisprudenziale equiparava alla posizione di latitante quella della persona che, sottoposta ad una misura di sicurezza detentiva, si fosse sottratta alla sua esecuzione. Veniva pertanto riconosciuta l'applicabilità del regime di cui al vecchio art. 173 cpp che prevedeva la notificazione agli imputati latitanti attraverso il deposito degli atti nella cancelleria o segreteria del giudice.
Con il codice vigente il regime delle notifiche è stato modificato prevedendo la notifica a mezzo di consegna di copia dell'atto al difensore.

## Nomina del difensore
È stata ritenuta applicabile al latitante ed all'evaso la disposizione, prevista dal terzo comma dell'articolo 96 del codice di procedura penale, relativa al potere di nomina del difensore di fiducia da parte di un prossimo congiunto.

## Poteri della polizia giudiziaria
Nella ricerca dei latitanti o dei catturandi la polizia giudiziaria dispone di una serie di poteri e di facoltà che non coincidono del tutto con quelli riconosciuti in fase di accertamento dei reati.
Le più importanti attività esperibili sono:
- le perquisizioni personali e locali;
- le intercettazioni telefoniche e ambientali[7]
- l'accesso a pubblici uffici per ottenere informazioni[8].

La maggior parte delle altre attività attraverso le quali può essere condotta la ricerca dei catturandi consiste in:
- servizi di osservazione, controllo e pedinamento, ben più efficaci se condotte in stretta sintonia con le intercettazioni;
- assunzione di informazioni informali negli ambienti circostanti l'habitat del ricercato;
- ricerca e attivazione di fonti fiduciarie,

cioè in atti che non richiedono necessariamente l'esercizio di poteri autoritativi disciplinati dalla legge.